# Cơ quan ngang Bộ (Chính phủ Việt Nam)
Cơ quan ngang Bộ là cơ quan của Chính phủ, mặc dù không mang tên là Bộ nhưng cơ quan này giúp Chính phủ thực hiện chức năng quản lý nhà nước trong các ngành, lĩnh vực,... trong phạm vi toàn quốc. Người đứng đầu cơ quan ngang Bộ được gọi là Thủ trưởng cơ quan ngang Bộ, tùy theo từng cơ quan sẽ có tên gọi chính thức khác nhau.

## Danh sách cơ quan
Hiện nay, Chính phủ hiện nay có 3 cơ quan ngang Bộ bao gồm:
1. Thanh tra Chính phủ
Đây là cơ quan có chức năng quản lý nhà nước về công tác thanh tra, tiếp công dân, giải quyết khiếu nại, tố cáo và phòng, chống tham nhũng;... Người đứng đầu là Tổng thanh tra Chính phủ - ông Đoàn Hồng Phong.
2. Ngân hàng Nhà nước
Thống đốc là bà Nguyễn Thị Hồng - nữ thống đốc đầu tiên của Ngân hàng Nhà nước. Ngân hàng Nhà nước Việt Nam là ngân hàng trung ương của nước ta; có chức năng quản lý nhà nước về tiền tệ, hoạt động ngân hàng và ngoại hối;... (Cần phân biệt "Ngân hàng Nhà nước" với Big4 ngân hàng nhà nước (ngân hàng thương mại thuộc nhà nước) lớn nhất Việt Nam bao gồm: Agribank, Vietcombank, Vietinbank, BIDV).
3. Văn phòng Chính phủ
Đây là một cơ quan ngang Bộ được ví như "Siêu Bộ" trong Chính phủ bởi đây là cơ quan thực hiện nhiệm vụ rất quan trọng, là bộ máy giúp việc của Chính phủ và Thủ tướng. Bộ trưởng, Chủ nhiệm Văn phòng Chính phủ hiện nay là ông Trần Văn Sơn. Cùng với 14 Bộ, 3 cơ quan ngang Bộ cùng tạo nên cơ cấu tổ chức Chính phủ hiện nay (17 Bộ, cơ quan ngang Bộ).

## Nhiệm kỳ của cơ quan ngang Bộ
Theo Luật Tổ chức chính phủ hiện hành  thì nhiệm kỳ của Chính phủ theo nhiệm kỳ của Quốc hội, mà cơ quan ngang Bộ là cơ quan của Chính phủ vì vậy, nhiệm kỳ của cơ quan ngang Bộ theo nhiệm kỳ của Chính phủ. Tuy nhiên, khi Quốc hội hết nhiệm kỳ, thì Chính phủ được tiếp tục làm nhiệm vụ cho đến khi Quốc hội khóa mới thành lập Chính phủ nhiệm kỳ tiếp theo.